# Puntius brevis
Puntius brevis är en fiskart som först beskrevs av Bleeker, 1850.  Puntius brevis ingår i släktet Puntius och familjen karpfiskar. IUCN kategoriserar arten globalt som livskraftig. Inga underarter finns listade i Catalogue of Life.